# Rogaciano Leite
Rogaciano Bezerra Leite (Sitio Cacimba Nova, São José do Egito-PE, 1 de julho de 1920 — Rio de Janeiro, 7 de outubro de 1969) foi poeta e jornalista brasileiro.

## Biografia
Filho dos agricultores Manoel Francisco Bezerra e de Maria Rita Serqueira Leite, Rogaciano Leite nasceu no dia 1 de julho de 1920 no Sítio Cacimba Nova, município de Itapetim-PE. Iniciou a carreira de poeta-violeiro aos 15 anos de idade, quando desafiou, na cidade paraibana de Patos, o cantador Amaro Bernadino.
Em seguida, o poeta seguiu para Rio Grande do Norte, onde conheceu e iniciou amizade com o renomado poeta recifense Manuel Bandeira. Aos 23 anos de idade mudou-se para Caruaru, no agreste pernambucano, onde apresentou um programa diário de rádio.
De Caruaru, seguiu para Fortaleza, onde tornou-se bancário e casou-se com Maria José Ramos Cavalcante, natural de Aracati, que a conhece ainda quando aluna do Colégio Estadual Liceu do Ceará, com quem teve seis filhos: Rogaciano Leite Filho, Anita Garibaldi, Roberto Lincoln, Helena Roraima, Rosana Cristina e Ricardo Wagner.
Ingressou na Maçonaria no dia 14 de julho de 1951, através da Loja Direito e Liberdade, de Fortaleza.
Em 1968 deixou o Brasil para uma temporada na França e outros países da Europa. Na Rússia, deixou gravado, em monumento na Praça de Moscou, o poema Os Trabalhadores.
Alguns dos poemas mais conhecidos de Rogaciano Leite são Acorda Castro Alves, Dois de Dezembro, Poemas escolhidos, Os Trabalhadores e "Eulália.
Rogaciano Leite foi, ainda, jornalista. Ingressou na Faculdade de Filosofia do Ceará no ano de 1955, onde formou-se em Letras Clássicas três anos depois.
Faleceu no Hospital Souza Aguiar, no Rio de Janeiro no dia 7 de outubro de 1969. O corpo foi trazido para Fortaleza através do jornal “A Folha”,  acompanhado  pela jornalista Neuza Coelho.
Em dezembro de 2007 foi lançado em Pernambuco, na cidade de Itapetim, pela jornalista Tacianna Lopes o documentário "Reminiscência em Prosa e Versos",o vídeo conta um pouco da história de Rogaciano Leite. Um trabalho inédito, um curta-metragem de aproximadamente 23 minutos e que conta com a participação de familiares, admiradores e amigos contemporâneos do Poeta, entre eles está o escritor Ariano Suassuna, que junto com Rogaciano, na década de 40, foi responsável pela realização do I Congresso de Cantadores Repentistas do Brasil.

## Livro publicado
- Carne e Alma, Irmãos Pongetti Editores, Rio de Janeiro, 1950, prefácio de Luís da Câmara Cascudo.